# Entier long
En programmation informatique, un entier long (en anglais long integer) est un type de données qui représente un nombre entier pouvant prendre plus de place sur une même machine qu'un entier normal.
En C, ce type est annoncé par long. Il requiert au moins 32 bits de mémoire, et est souvent plus grand qu'un entier standard (bien que ce ne soit pas nécessaire).

## Tailles habituelles
| Langage de programmation | Approbation                     | Plates-formes                         | Nom du type de données | Taille en octets | Valeurs signées                                         | Valeurs non signées                         |
| ------------------------ | ------------------------------- | ------------------------------------- | ---------------------- | ---------------- | ------------------------------------------------------- | ------------------------------------------- |
| C ISO/ANSI C99           | International Standard          | Unix, 16/32-bit Windows, 16/32/64-bit | long†                  | 4 (minimum 4)    | −2 147 483 648 à +2 147 483 647                         | 0 à 4 294 967 295 (minimum)                 |
| C ISO/ANSI C99           | International Standard          | Unix, 64-bit                          | long†                  | 8 (minimum 4)    | -9 223 372 036 854 775 808 à +9 223 372 036 854 775 807 | 0 à 18 446 744 073 709 551 615              |
| C++ ISO/ANSI             | International Standard          | Unix, Windows, 16/32-bit              | long†                  | 4 (minimum 4)    | −2 147 483 648 à +2 147 483 647                         | 0 à 4 294 967 295 (minimum)                 |
| C++/CLI (en)             | International Standard ECMA-372 | Unix, Windows, 16/32-bit              | long†                  | 4 (minimum 4)    | −2 147 483 648 à +2 147 483 647                         | 0 à 4 294 967 295 (minimum)                 |
| VB                       | Company Standard                | Windows                               | Long                   | 4                | −2 147 483 648 à +2 147 483 647                         | N/A                                         |
| VBA                      | Company Standard                | Windows, Mac OS                       | Long                   | 4                | −2 147 483 648 à +2 147 483 647                         | N/A                                         |
| SQL Server               | Company Standard                | Windows                               | BigInt                 | 8                | -9 223 372 036 854 775 808 à +9 223 372 036 854 775 807 | 0 à 18 446 744 073 709 551 615              |
| C♯/ VB.NET               | ECMA International Standard     | Microsoft .NET                        | long or Int64          | 8                | -9 223 372 036 854 775 808 à +9 223 372 036 854 775 807 | 0 à 18 446 744 073 709 551 615              |
| Java                     | International/Company Standard  | Plate-forme Java                      | long                   | 8                | -9 223 372 036 854 775 808 à +9 223 372 036 854 775 807 | N/A                                         |
| Pascal                   | ?                               | Windows, UNIX                         | int64                  | 8                | -9 223 372 036 854 775 808 à +9 223 372 036 854 775 807 | 0 à 18 446 744 073 709 551 615 (Qword type) |

† Équivalent à long int